# Rebel Galaxy Outlaw
Rebel Galaxy Outlaw est un jeu vidéo de combat et de commerce spatiaux développé et publié par Double Damage Games en 2019. Il s'agit d'une préquelle à Rebel Galaxy, sorti en 2015.
Il est sorti sur PC sur l'Epic Games Store le 13 août 2019. Depuis le 22 septembre 2020, le jeu est disponible sur PlayStation 4, XB1 et Nintendo Switch. Les développeurs prévoient de rendre le jeu accessible sur Steam par la suite.

## Système de jeu
Rebel Galaxy Outlaw est un jeu solo basé sur le commerce et les combats spatiaux en monde ouvert. Il est constitué de missions scénarisées constituant l'histoire principale, auquel il faut ajouter des rencontres avec des hors-la-loi et autres transporteurs qui donneront lieu à divers affrontements.
Le vaisseau est pilotable en vue cockpit ou en vue extérieure. Le cockpit affiche à l'aide de divers écrans et boutons les informations nécessaires pour le joueur (santé, radar, etc.). Une fonction d'auto-poursuite, désactivable, permet au joueur de rester visé sur le vaisseau visé afin de faciliter le pilotage. Le vaisseau dispose d'une radio, composée de plus de 20 heures de musiques réparties en plusieurs stations thématiques qui comportent également des animations et pub créées pour le jeu, à la manière de Grand Theft Auto.
Hormis les phases de vol dans l'espace, il existe de multiples stations spatiales où l'on peut améliorer son vaisseau, en acheter de nouveaux (cinq de base, plus quatre déblocables), visiter un marché, un bar, ou encore s'adonner à des mini-jeux. Ces derniers consistent notamment en du billard, des machines à sous, des jeux de dés, et un clone du jeu Asteroids.
Quatre niveaux de difficulté sont présents : normal, vétéran, sim, et old-school. Cela influe sur les équipements de départ, mais aussi sur les assistances, qui sont désactivées en sim et old-school.

## Scénario
Les événements sont situés 34 ans avant Rebel Galaxy. Le joueur incarne Juno Marvek, une contrebandière « marginale, endettée et malchanceuse », dont le but est de retrouver le meurtrier de son compagnon, qui l'a laissée pour morte après avoir abattu son vaisseau. Elle est la tante du héros de Rebel Galaxy.

## Accueil

### Critique
Rebel Galaxy Outlaw est globalement bien accueilli par la presse, avec un score de 77/100 sur Metacritic (16 notes), et 75,83/100 sur GameRankings (10 notes).